# Tatort: Heimwärts
Heimwärts ist eine Folge der deutschen Fernsehkrimireihe Tatort aus dem Jahr 2010. Der Film des Mitteldeutschen Rundfunks wurde am 6. Juni 2010 erstmals im Ersten ausgestrahlt. Es handelt sich um die 766. Tatort-Folge und den achten Fall mit dem Leipziger Ermittlerduo Saalfeld und Keppler. Der Mord an einer Altenpflegerin richtet die Aufmerksamkeit auf Pflegenotstand und soziale Randschichten der Gesellschaft: eine Aufklärungsgeschichte über das Altwerden mit kriminellem Hintergrund.

## Handlung
Anna Kowski ist Altenpflegerin und fährt von Haus zu Haus, um Senioren zu versorgen. Eines Abends wird sie tot im Keller ihres Wohnhauses aufgefunden. Saalfeld und Keppler sehen sich in der Wohnung der Toten um und finden Spuren eines Streits. Da sie als nächsten Termin Familie Holst im Kalender eingetragen hatte, fragen die Ermittler dort nach. Die Familie ist beruflich sehr eingespannt und daher kümmert sich die mobile häusliche Pflege um den dementen Opa. Marie Holst berichtet von einem Streit, den sie am Vortag zwischen Anna und einem jungen Mann beobachtet hatte. Sie suchen ihn auf und Keppler erinnert sich, ihn bereits vor dem Haus von Anna Kowski gesehen zu haben. Daniel Bergmann gibt an, dass Anna seine Freundin war. Da er sich verdächtig macht und Verletzungsspuren trägt, wird Daniel amtsärztlich untersucht. Die Kampfspuren in Annas Wohnung stammen nachweislich von ihm, aber er leugnet ihr etwas getan zu haben.
Saalfeld und Keppler suchen Annas Arbeitgeber Mike Breuker auf. Er schildert Anna als verlässliche Pflegekraft und dass sie bei den Patienten sehr beliebt war, da sie sich immer Zeit für ihre Pfleglinge nahm. Die Ermittler stellen dabei fest, dass sie für Breuker zum Mindestlohn arbeiten musste, da sie keine voll ausgebildete Pflegekraft war. In Annas Auto wird eine größere Menge Geld und eine Daten-CD mit gefälschten Krankenkassenabrechnungen gefunden. Daraus schließen die Ermittler, dass sie sich nicht länger ausbeuten lassen wollte und Breuker damit erpresst haben dürfte.
Kurze Zeit später wird Elsa Kluge, eine andere Patientin von Anna, tot in ihrem Haus aufgefunden. Da sie ihren gesamten Besitz dem Pflegedienst von Mike Breuker überschrieben hat, ist dieser hochgradig verdächtig. Allerdings hatten die alten Leute nur durch Annas Engagement Vertrauen in sie und das Pflegeunternehmen. Das lässt an Breukers Täterschaft wiederum zweifeln.
Dagegen ist die finanzielle Situation der Familie Holst extrem angespannt. Der Opa brauchte rund um die Uhr Betreuung, die sie sich aber nicht leisten können. Ihren Hof wollen sie nicht verkaufen, da er schon so lange in Familienbesitz ist und auch bleiben soll. Als Opa Holst kurzfristig ins Krankenhaus gebracht werden muss, stellt man dort fest, dass er körperlicher Gewalt ausgesetzt gewesen sein muss.
Die Situation spitzt sich zu, als Mike Breuker in unmittelbarer Nähe des Hofes der Familie Holst überfallen und lebensgefährlich verletzt wird. Ob er durchkommen wird, vermag der Notarzt nicht zu prognostizieren. Wie sich herausstellt, wollte er hier ein neues Pflegeheim bauen und benötigte dazu das Grundstück der Familie. Da Opa Holst zu Anna volles Vertrauen hatte, hat sie es geschafft ihn dazu zu bringen, das Grundstück an Breuker zu überschreiben. Als Gegenleistung sollte er gratis einen Platz in dem neuen Heim bekommen. Als Keppler Hannes Holst aufsuchen will, kommt er gerade dazu, wie dieser seinen Vater massiv schlägt. Daraufhin soll Holst festgenommen werden und so gesteht seine Ehefrau, dass sie an dem Tag zu Anna gefahren ist und mit ihr reden wollte. Anna wäre so selbstgefällig gewesen und wollte ihren Mann wegen der Misshandlungen anzeigen. Sie schaffte es nicht, ihr auszureden von einer Anzeige abzulassen und bei dem Streit ist Anna gestürzt und mit dem Kopf auf den Boden geschlagen. Zudem gesteht sie den Anschlag auf Mike Breuker.
An der Mimik von Marie und Svenja Holst wird Saalfeld klar, dass Marie Holst zwar für den Tod Anna Kowskis verantwortlich ist, der Anschlag auf Breuker jedoch von ihrer Tochter verübt wurde. Sie hatte mit angesehen, wie ihre Mutter Breuker angefleht hatte, ihnen den Hof nicht wegzunehmen, doch der hatte nur gelacht. Als ihre Mutter weggegangen war, versuchte sie, mit Breuker zu reden. Als dieser auch sie verhöhnte und ihr dazu riet, ihre Sachen zu packen, weil morgen die Bagger kämen, nahm Svenja im Affekt einen Stein und schlug ihn Breuker an den Kopf.

## Hintergrund
Die Dreharbeiten zu diesem Tatort erfolgten in Leipzig und der Umgebung von Leipzig.

## Rezeption

### Einschaltquoten
Die Erstausstrahlung von Heimwärts am 6. Juni 2010 wurde in Deutschland von 8,10 Millionen Zuschauern gesehen und erreichte einen Marktanteil von 25,4 % für Das Erste.

### Kritiken
Die Kritiken zu diesem Tatort fallen überwiegend positiv aus.
Rainer Tittelbach von tittelbach.tv lobt diesen Leipziger Tatort und schreibt: „Die Mischung aus Krimi und Drama mit Adrenalinschüben für die Helden ist unterhaltungstechnisch durchaus gelungen. Abwechslungsreich auch Kepplers Einsatz als Krankenp[f]leger wider Willen. Konzentriertes Krimi-Drama mit überzeugenden Schauspieler-Leistungen. […] Ein Kontrollfreak, der sich selbst nicht unter Kontrolle hat, ein schwarzes Schaf der Wachstumsbranche Pflegedienst, einer, der auch vor den Konten seiner Schutzbefohlenen nicht Halt macht, und eine Familie, die über den geistigen Verfall des Großvaters und über steigenden Kosten für die Betreuung auseinander zu brechen [sic!] droht – in diesem überschaubaren Spektrum ermitteln die Leipziger ‚Tatort‘-Kommissare in ihrem achten Fall. [Ein großes Lob vergibt Tittelbach an die Schauspieler:] Johanna Gastdorf leise und nuanciert wie gewohnt, Karl Kranzkowski, ebenfalls einer dieser großartigen Schauspieler-Wasserträger, Dirk Borchardt, den man immer wieder gern als Kotzbrocken sieht, Joachim Tomaschewsky, dessen viel gesichtiger Demenzkranker einem eine Vorstellung von dieser paradoxen Krankheit gibt, und Nina Gummich (‚Die Wölfe‘), die deutlich macht, dass sie zu den großen Talenten hierzulande gehört.“
Bei Stern.de stellt Sophie Albers fest, „dass der ‚Tatort: Heimwärts‘ ein gelungenes Stück Krimifernsehen geworden ist. […] Es geht um Demenz und Einsamkeit, Füttern und Medikamentenzuteilung. Das alles aber nur so weit, wie es die Geschichte wirklich braucht, was die schwere Thematik erstaunlich gut verdaulich macht. […] ‚Heimwärts‘ erfindet das Krimi-Rad nicht neu, hält aber die Balance zwischen der Freude am Mörderraten und der persönlichen Anteilnahme an der Geschichte. Das ausgewogene Nebeneinander funktioniert bis in die den düsteren Grundton haltenden Klänge der Hintergrundmusik.“
Gregor Dolak bei Focus.de meint: „Der Leipziger ‚Tatort‘ findet [für die Problematik unserer immer älterwerdenden Gesellschaft und dem Einfluss der Pflegeindustrie] Bilder dies- und jenseits des Hades, die – neben einem spannenden Krimi – auch eine beunruhigende Gesellschaftsanalyse bieten. […] Dem ‚Tatort‘ wird häufig vorgeworfen, er vertausche seinen Thriller-Auftrag mit politisch motivierter Sozialkritik. Im aktuellen ‚Fall‘ zumindest hat er beides in bedenkenswerter Dringlichkeit geliefert.“
Die Kritiker der Fernsehzeitschrift TV-Spielfilm fanden, „die Beobachtungen einer Familie auf Talfahrt haben das Zeug zum intensiven Alltagsdrama“ und „die tollen Darsteller (Joachim Tomaschewsky, Karl Kranzkowski, Johanna Gastdorf, Nina Gummich) leiden und streiten überzeugend“. „Dummerweise hat eine Geisterstimme den Autoren eingeflüstert, in einen Krimi müsse unbedingt noch Action rein – aber was dabei rauskam, grenzt an groben Unfug.“ Ein Fazit lautete daher: Die Episode „zielt auf große Themen – und schießt daneben“.